# Adetus cylindricus
Adetus cylindricus är en skalbaggsart som först beskrevs av Bates 1866.  Adetus cylindricus ingår i släktet Adetus och familjen långhorningar. Inga underarter finns listade i Catalogue of Life.